# Le Penseur (DC Comics)
 (février 2022).
Le Penseur (The Thinker) est le nom de cinq super-vilains apparaissant dans les bandes dessinées américaines publiées par DC Comics.
Le premier, Clifford DeVoe, est un ennemi de Jay Garrick. Le second, Clifford Carmichael, est un ennemi de Firestorm. Le troisième, Desmond Carter, est un ennemi de Batman. Le quatrième, une version IA du Penseur, est un ennemi de la Justice Society of America. Une version non identifiée du Penseur, introduite dans The New 52, est un ennemi de la Suicide Squad.
Le personnage a été adapté des bandes dessinées à diverses formes de médias, notamment des séries télévisées et des longs métrages. La version Clifford DeVoe du Penseur a fait ses débuts à l'écran dans la série The Flash, interprétée principalement par Neil Sandilands. Une autre version s'appelant Gaius Grieves est représentée par Peter Capaldi dans The Suicide Squad de James Gunn (2021).
La version Clifford DeVoe de Thinker est apparue pour la première fois dans All-Flash #12 (automne 1943) et a été créée par Gardner Fox et Everett E. Hibbard.